# George Abe
George Abe (安部譲二?, Abe Jōji; Tokyo, 17 maggio 1937 – 1º settembre 2019) è stato un fumettista giapponese.
Iniziò la sua carriera da mangaka piuttosto tardi, e divenne conosciuto in particolare per la sua serie TV anime Rainbow e per la serie Apsaras. fu anche l'autore di One Shot (Yakuza to seido no suteki na menmen).

## Biografia
George Abe conobbe momenti difficili durante la fine della seconda guerra mondiale, trascorrendo diverso tempo in carcere. Da questa esperienza trasse ispirazione per la sua serie Rainbow compresi anche i suoi personaggi. Riuscì a superare questa crisi, diventando un presentatore televisivo per poi dedicarsi definitivamente alla letteratura classica e al manga.

## Opere
- Rainbow (manga, 2003), pubblicato da Shogakukan in Giappone.
- Apsaras.
- One Shot (Yakuza to seido no suteki na menmen).